# Jan Rabson
Jan Rabson, född 14 juni 1954 i East Meadow i delstaten New York, död 14 oktober 2022, var en amerikansk röstskådespelare som även arbetade under namnet Stanley Gurd Jr. och är mest känd som rösten till Tetsuo Shima från Akira.

## Filmografi
- 1991–1992: Teenage Mutant Ninja Turtles - Kerma [2]

### Fotnoter
1. ↑  Voice Actor Jan Rabson Passes Away (engelska)
2. ↑  ”Technodrome”. http://www.thetechnodrome.com/voices.shtml. Läst 25 februari 2012.